# Yitzhak Levy
Yitzhak Isaac Levy (på hebreiska: יצחק לוי), född den 15 maj 1919 i Manisa i ottomanska riket, död den 21 juli 1977 i Jerusalem, var en israelisk musikvetare. Han var specialiserad på sefardisk musik.

## Biografi
Isaac Levy föddes i Manisa, nära Izmir, i en sefardisk familj och kom till Palestina med sina föräldrar vid tre års ålder. Palestina utgjordes 1922 av det brittiska mandatet för Palestina.
Levy utnämndes till chef för ladinosektionen av Kol Yisrael, den israeliska radion. Han samlade material och redigerade flera böcker med sefardiska sånger. Hans dotter Yasmin Levy är en känd ladinosångare.